# Comarca de Valencia
.

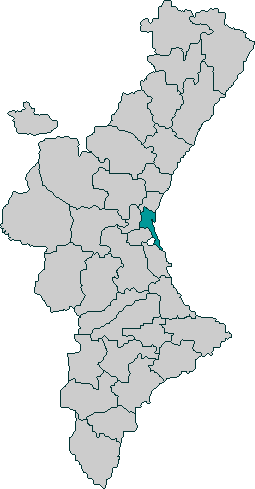
Comarca de Valencia

La comarca de Valencia fue una comarca española del centro de la Comunidad Valenciana, con capital en Valencia.
Antiguamente la Comarca de la Huerta de Valencia incluía las actuales comarcas de Huerta Norte, Huerta Oeste, Huerta Sur y la ciudad de Valencia. Debido al crecimiento de todas estas comarcas se dividió en las cuatro comarcas actuales.
La comarca de Valencia limita con Huerta Norte, Huerta Oeste, Huerta Sur en estos puntos cardinales y al este con el Mar Mediterráneo. Al Sur, la comarca de Valencia incluye y administra la Albufera y, por tanto, limita también al sur con la Ribera Baja.
Sólo incluye un municipio, la ciudad de Valencia, pero muchas pedanías (Perellonet, El Saler, El Palmar, etc.), algunas de ellas situadas en medio de las otras tres comarcas de la Huerta.
- Datos: Q2263209